# Arturo Lezama
Arturo Lezama Bagez, né en 1899 et mort en 1964 à Montevideo, est un avocat et homme d'État uruguayen.
Il est le président de l’Uruguay du 1er mars 1957 au 1er mars 1958 (Conseil national du gouvernement).

## Biographie
Membre du Parti colorado, il est sénateur et membre du gouvernement de Montevideo.